# باگزتاون (ایندیانا)
باگزتاون (به انگلیسی: Boggstown) یک منطقهٔ مسکونی در ایالات متحده آمریکا است که در شهرستان شل‌بای، ایندیانا واقع شده‌است. باگزتاون ۲۲۸ متر بالاتر از سطح دریا واقع شده‌است.